# Ophlitaspongia
Ophlitaspongia is een geslacht van sponsdieren uit de klasse van de Demospongiae (gewone sponzen).

## Soorten
- Ophlitaspongia kildensis Howson & Chambers, 1999
- Ophlitaspongia papilla Bowerbank, 1866